# Сэмюэл, Питер, 4-й виконт Бирстед
Майор Питер Монтефиоре Сэмюэл, 4-й виконт Бирстед (англ. Peter Montefiore Samuel, 4th Viscount Bearsted; 9 декабря 1911 — 9 июня 1996) — британский пэр и директор Shell Transport and Trading.

## Биография
Родился 9 декабря 1911 года. Второй сын Уолтера Сэмюэла, 2-го виконта Бирстеда (1882—1948), и его жены Дороти Монтефиоре (урожденной Миколлс) (? — 1949). Он получил образование в Итонском колледже, а затем поступил в Новый колледж Оксфорда.
В марте 1936 году он был призван в Уорикширский йоменский полк. Участвовал во Второй мировой войне, где его упоминали в донесениях. В 1943 году он был награжден Военным крестом. Закончил войну в звании исполняющего обязанности майора. Он был награжден Территориальным знаком отличия в 1951 году.
Директор Shell Transport and Trading (1938—1982), директор Mayborn Group plc (1946—1996), заместитель председателя Hill Samuel Group (1965—1982) и директор Hill Samuel Group (1965—1987).
15 октября 1986 года после смерти своего старшего брата, Маркуса Ричарда Сэмюэла, 3-го виконта Бирстеда (1909—1986), не оставившего после себя наследником мужского рода, Питер Монтефиоре Сэмюэл унаследовал титулы  4-го виконта Бирстеда из Мейдстона в графстве Кент,  4-го барона Бирстеда из Мейдстона в графстве Кент и  4-го баронета Сэмюэла, став членом Палаты лордов Великобритании.

## Личная жизнь
Виконт Бирстед был трижды женат. 11 октября 1939 года он женился первым браком на Дейдре дю Барри дю Лавей, дочери Томаса Франклина Маршалла дю Лавея. Супруги не имели детей и развелись в 1942 году.
20 марта 1946 года он женился вторым браком на достопочтенной Элизабет Аделаиде Коэн (31 декабря 1919 — 14 июля 1983), дочери Лайонела Леонарда Коэна, барона Коэна, и Аделаиды Шпильман. Дети от второго брака:
- Достопочтенная Сара Вирджиния Сэмюэл (род. 26 июня 1947)[4]
- Николас Алан Сэмюэл, 5-й виконт Бирстед (род. 22 января 1950)[4], старший сын и преемник отца.
- Достопочтенный Майкл Джон Сэмюэл (род. 2 ноября 1952)[4].

В 1984 году он в третий раз женился на Нине Элис Хилари Хирн (ок. 1919—2013), дочери Реджинальда Джона Хирна и Трифены Бейтер, от брака с которой у него не было детей.